# ジョン・アレン・キャンベル
ジョン・アレン・キャンベル（John Allen Campbell, 1835年10月8日 - 1880年7月14日）は、アメリカ合衆国の軍人、政治家。初代ワイオミング準州知事および初代アメリカ合衆国第三国務次官補を務めた。

## 生涯
1835年10月8日、キャンベルはオハイオ州セイレムにおいて誕生した。キャンベルは公立学校で教育を受け、印刷業を学んだ。共和党の党員となった。
南北戦争開戦後の1861年、キャンベルは少尉としてアメリカ合衆国陸軍に志願した。キャンベルは年代記編者として勤務した後、1861年10月31日にオハイオ州第1志願兵歩兵隊の中尉に任ぜられた。キャンベルは1862年10月27日に少佐に昇進し、志願兵部隊の軍務局長補佐となった。キャンベルは1865年1月31日に中佐に昇進し、1865年3月13日に志願兵部隊の准将に名誉昇進した。キャンベルは1865年8月31日まで軍務局長補佐を務めた。キャンベルは南北戦争において、リッチマウンテンの戦い、シャイローの戦い、ペリービルの戦い、ストーンズリバーの戦い、レカサの戦い、そして第二次フランクリンの戦いに参加した。
1866年9月1日、キャンベルはクリーブランドの日刊紙「リーダー」で編集補佐となった。1867年10月、キャンベルは少尉として合衆国陸軍正規軍の第5騎兵隊に参加した。その後中尉、大尉、少佐、中佐へと名誉昇進した。キャンベルは1868年に陸軍長官ジョン・マカリスター・スコフィールドの補佐役となった。
1869年4月15日、キャンベルはワイオミング準州の初代知事に選任され、合衆国陸軍を離れた。キャンベルは1873年に再選し、1875年3月1日まで準州知事を6年間務めた。
1875年2月24日、キャンベルはアメリカ合衆国第三国務次官補に任ぜられた。キャンベルは1877年11月30日に第三国務次官補を退任した。そして1880年7月14日、キャンベルはワシントンD.C.において死去した。キャンベルの遺体はアーリントン国立墓地第1地区に埋葬された。